# Листовик бразильський
Листови́к бразильський (Sclerurus scansor) — вид горобцеподібних птахів родини горнерових (Furnariidae). Мешкає в Південній Америці.

## Опис

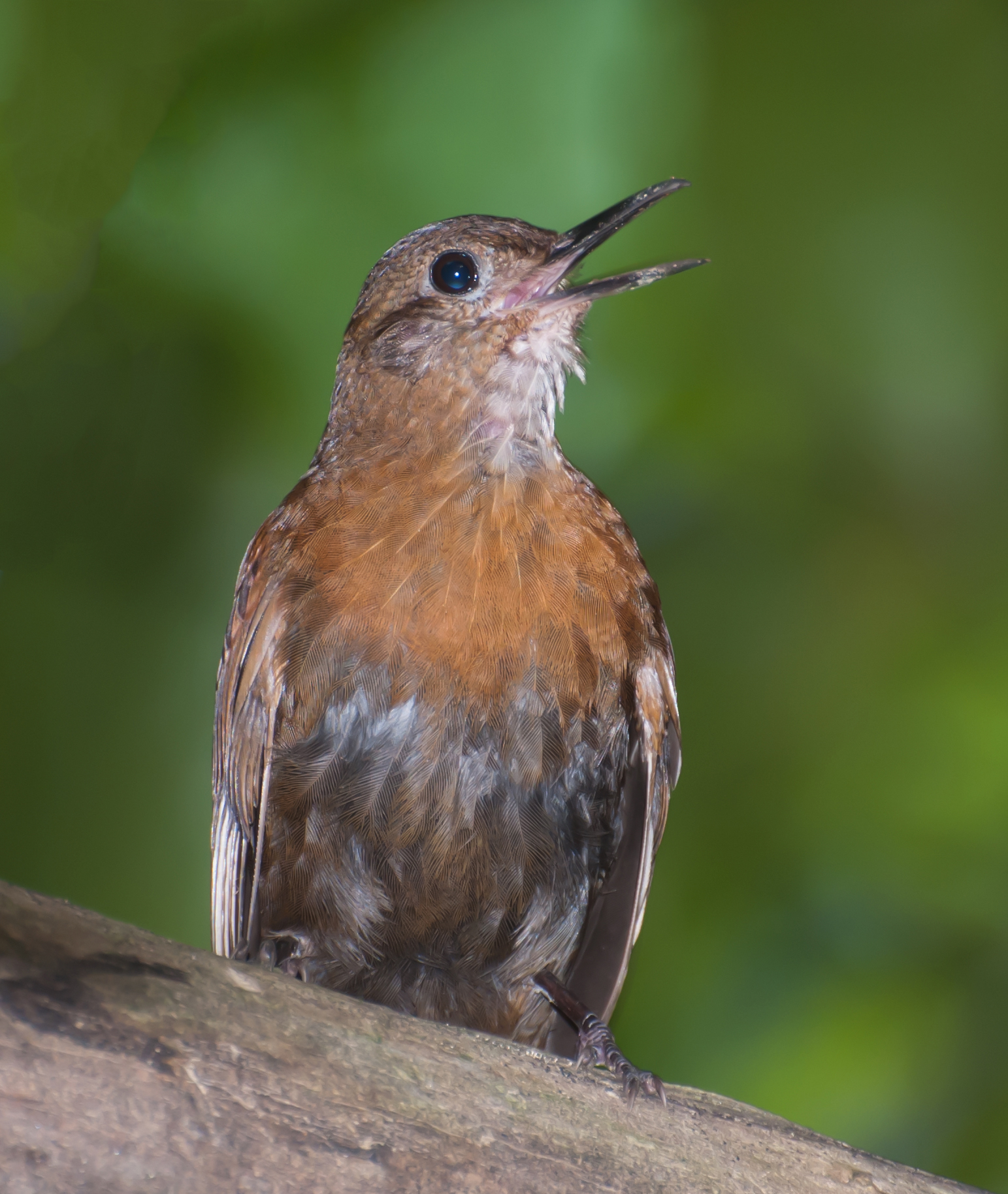
Бразильський листовик

Довжина птаха становить 17,5—20 см, вага 30—41 г. Виду притаманний статевий диморфізм. Верхня частина тіла темно-коричнева, надхвістя рудувато-коричневе, хвіст чорнуватий. Горло білувате, груди рудувато-коричневі, решта нижньої частини сірувато-коричнева. Дзьоб темний, дещо вигнутий. У представників підвиду S. s. scansor горло поцятковане темними плямками.

## Підвиди
Виділяють два підвиди:
- S. s. cearensis Snethlage, E, 1924 — північно-східна Бразилія (від Сеари до північної Баїї);
- S. s. scansor (Ménétriés, 1835) — південна Бразилія (від Мату-Гросу, Гоясу і Мінас-Жерайсу на південь до Ріу-Гранді-ду-Сул, схід Парагваю і північний схід Аргентини (Місьйонес).

Деякі дослідники виділяють підвид S. s. cearensis у окремий вид Sclerurus cearensis.

## Поширення і екологія
Бразильські листовики мешкають у Бразилії, Аргентині та Парагваї. Вони живуть у вологих рівнинних і гірських тропічних лісах. Зустрічаються на висоті до 1500 м над рівнем моря. Живляться безхребетними, яких шукають в опалому листі.